# 里門斯塔爾德訥巴赫河
46°56′57″N 8°37′10″E / 46.94926°N 8.61951°E

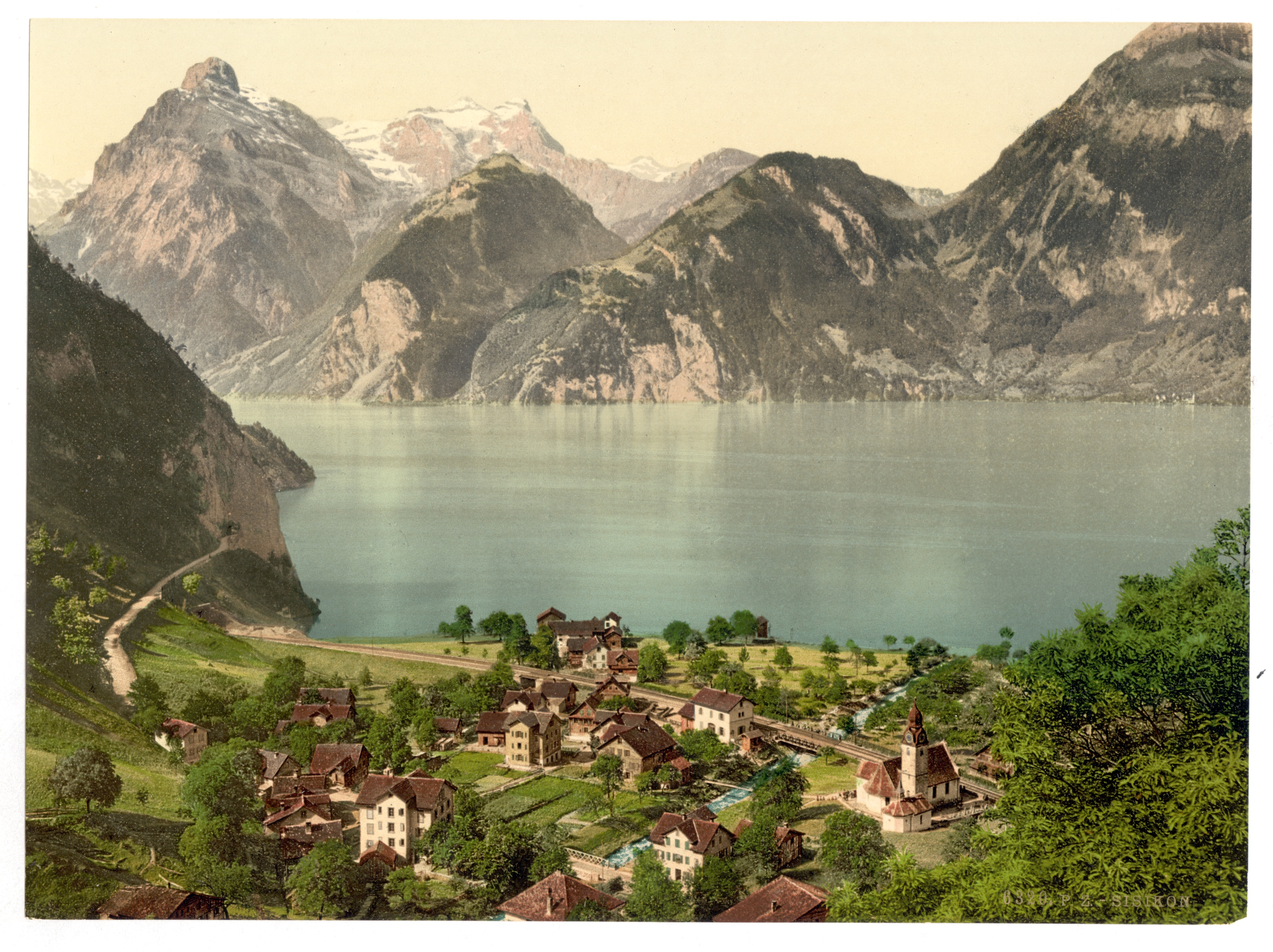

里門斯塔爾德訥巴赫河是瑞士的河流，位於該國中部，流經烏里州，屬於羅伊斯河的右支流，河道全長8.2公里，流域面積27.5平方公里。